# Pieniny

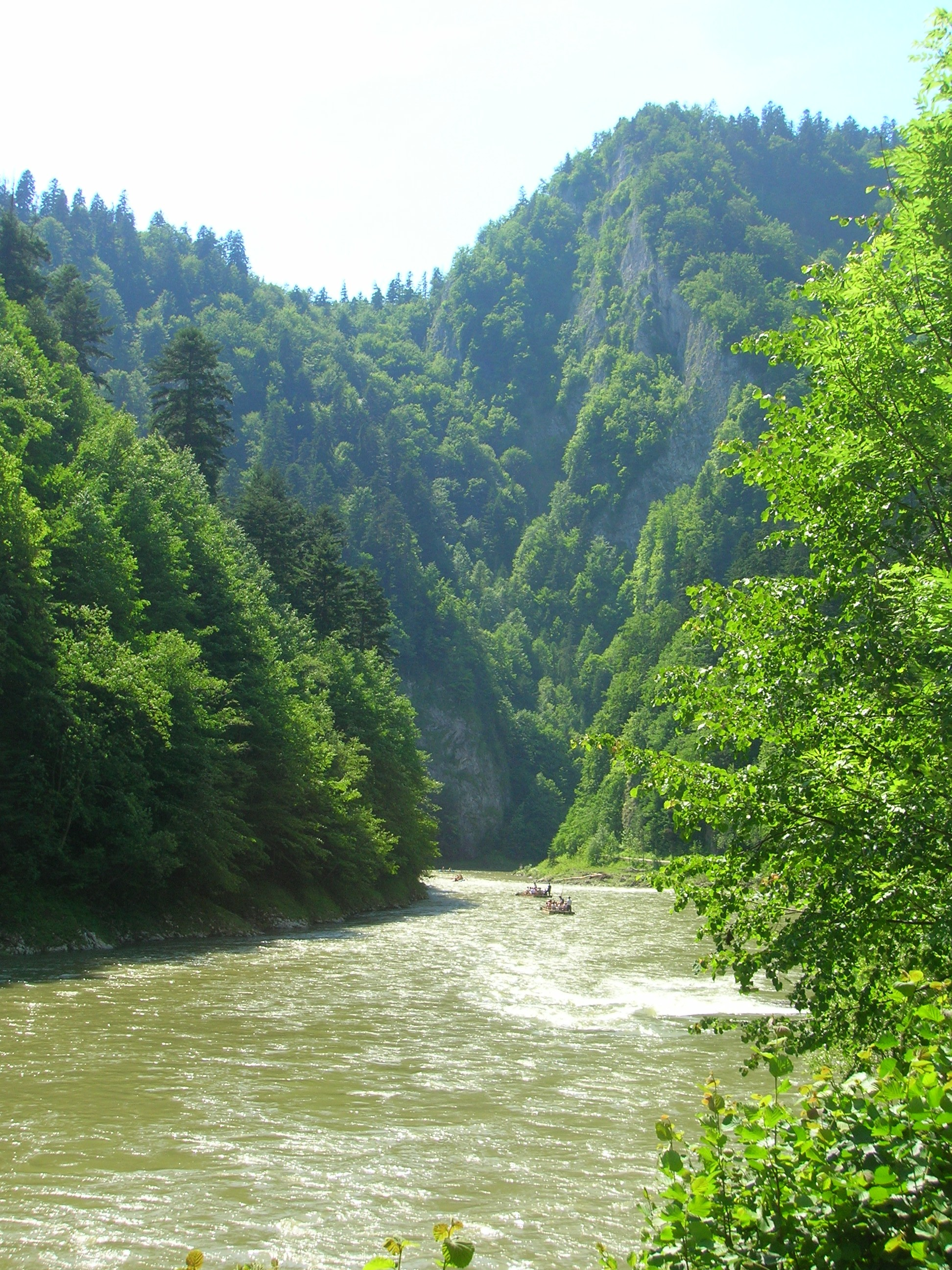
Valea Dunajec

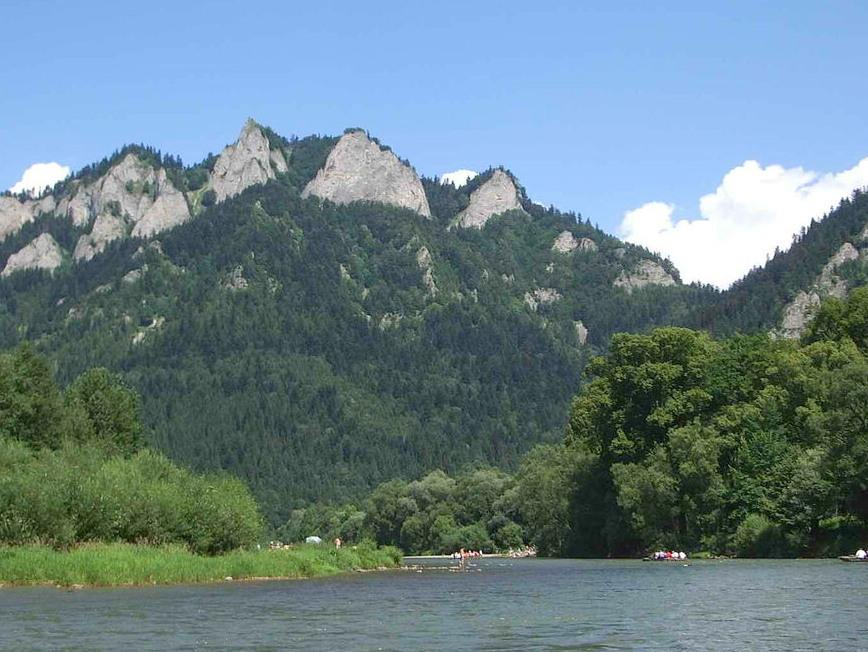
„Trei Coroane”

Pieniny (Pieninen) este o regiune frământată din punct de vedere geologic din munții Tatra Mare în regiunea de graniță dintre Slovacia și Polonia străbătută de defileul râului Dunajec.
La data de 17 august 1932 este declarat parc național, partea poloneză (mai mare) și partea slovacă (Districtul Stará Ľubovňa). Mai cunoscute sunt unele frumuseți ale naturii ca „Trei Coroane” (Drei Kronen, Trzy Korony sau Tri Koruny) care sunt trei stânci din calcar situate pe valea lui Dunjec, vârful mai înalt are altitudinea de 982 m deasupra n.m. și poate fi văzut de excursioniștii de pe plută.
Pe traseul defileului valea lui Dunajec are o lățime de ca. 100 m cu pereți verticali de stâncă ce ating 300 de m înălțime. La marginea de vest a munților se află „Mănăstirea Roșie” (Červený Kláštor (germană Rotes Kloster)).